# 埃图·卡利奥伊宁
埃图·卡利奥伊宁（芬蘭語：Eetu Kallioinen，1998年5月23日—），芬兰男子射击运动员，2023年欧洲运动会男子双向飞碟团体金牌得主和男子双向飞碟铜牌得主、2023年世界射击锦标赛男子双向飞碟银牌得主。